# Światowe Dni Młodzieży 2016

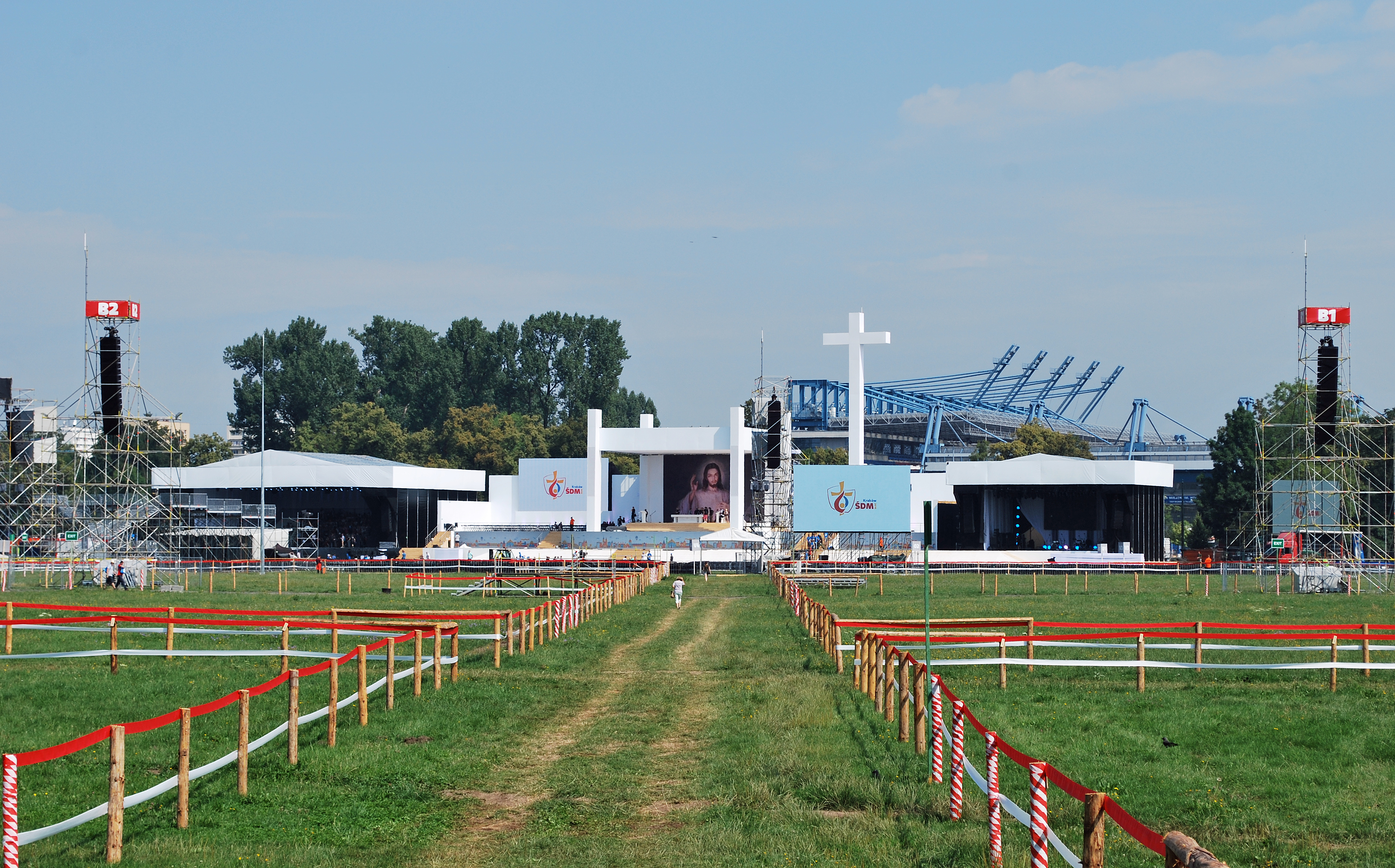
Przygotowania na Błoniach – ołtarz.

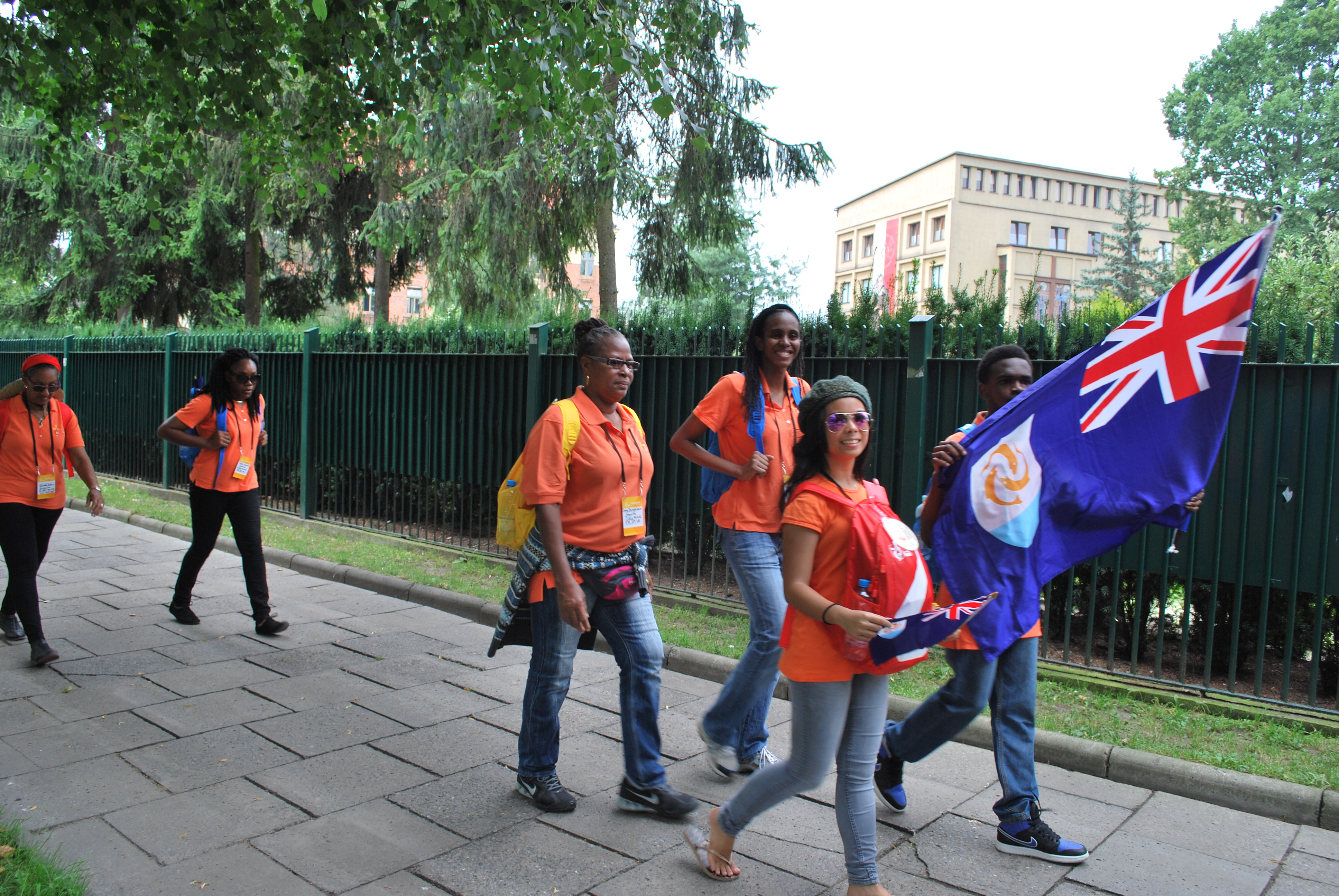
Grupa młodzieży z Anguilli.

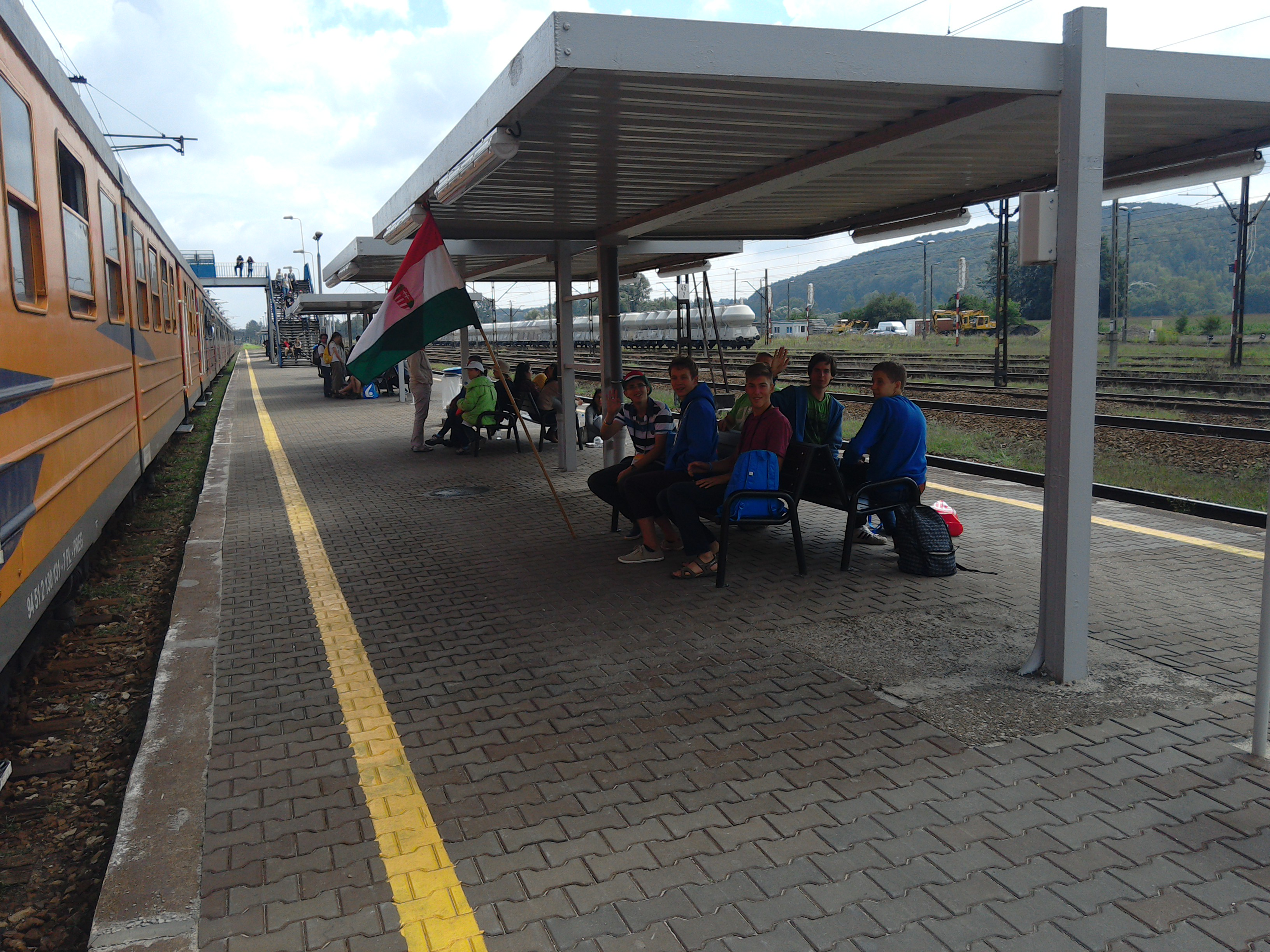
Grupa pielgrzymów z Węgier w Krzeszowicach

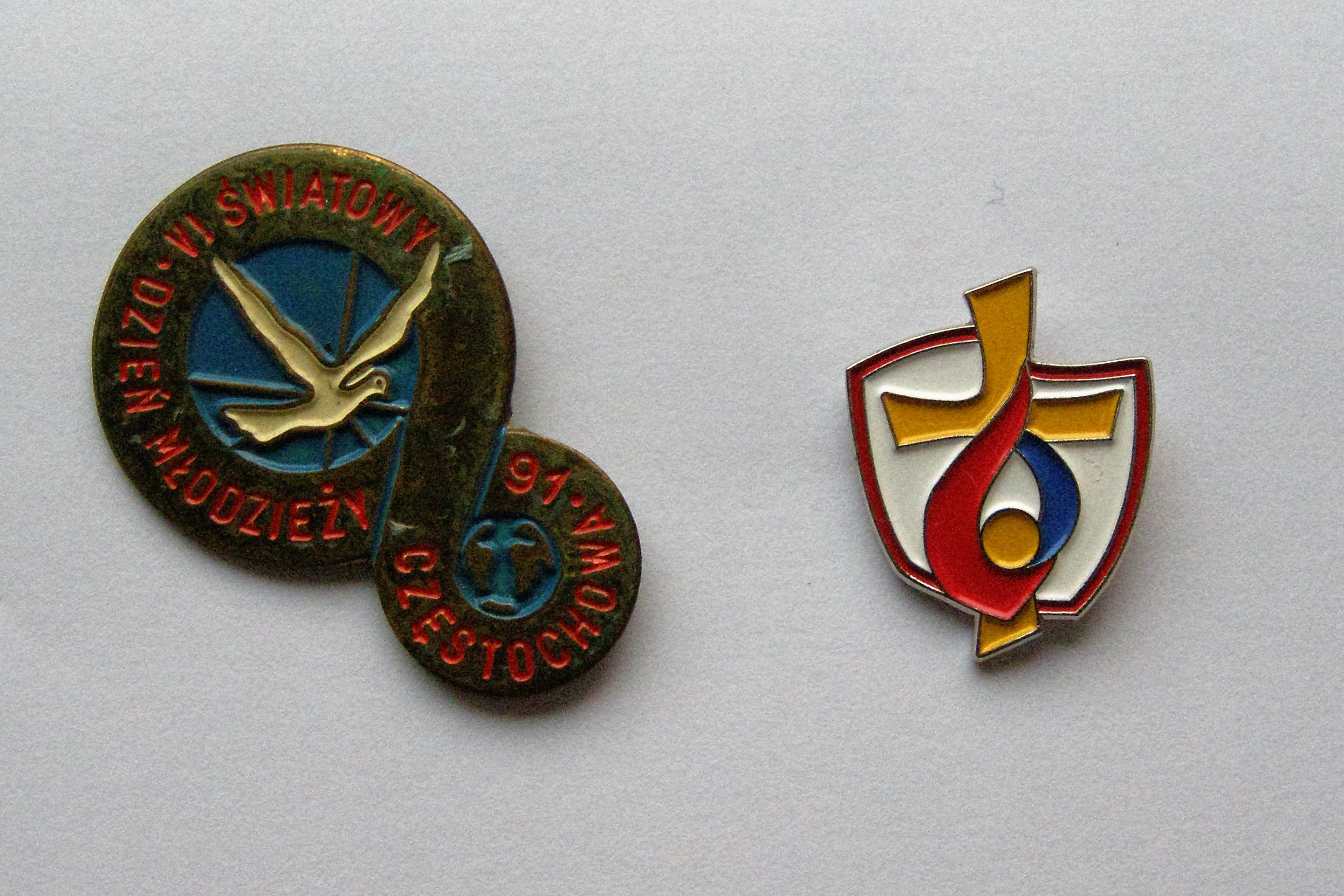
Plakietki z symbolami Światowych Dni Młodzieży, które odbyły się w Polsce w 1991 oraz 2016

31. Światowe Dni Młodzieży – spotkanie młodych katolików, które odbyły się w dniach 26–31 lipca 2016 w Krakowie. Informację o organizacji tego wydarzenia podał papież Franciszek podczas mszy kończącej 28. Światowe Dni Młodzieży w Rio de Janeiro. Spotkanie młodych przebiegało pod hasłem Błogosławieni miłosierni, albowiem oni miłosierdzia dostąpią (Mt 5, 7).
Były to drugie ŚDM w Polsce po 6. ŚDM w Częstochowie w 1991.
13 kwietnia 2014 brazylijska młodzież przekazała Krzyż Światowych Dni Młodzieży i Ikonę Matki Bożej reprezentantom Polski. 14 kwietnia 2014 Krzyż i Ikona Matki Bożej dotarły do Polski. Ich peregrynacja po całym kraju rozpoczęła się od archidiecezji poznańskiej, a 20 maja 2016 dotarły do archidiecezji krakowskiej.
ŚDM 2016 było celem podróży apostolskiej papieża Franciszka do Polski, który oprócz udziału w głównych wydarzeniach odwiedził m.in. sanktuarium na Jasnej Górze i obóz koncentracyjny Auschwitz-Birkenau.
Na Światowe Dni Młodzieży do Krakowa przybyła również młodzież z Chin. Część młodzieży została zawrócona z lotniska do domów przez chińskie służby lotniskowe pod zarzutem „złamanie wytycznych dotyczących wyjazdów zagranicznych”. Zabrano im paszporty i zagrożono „poważnymi skutkami”.
W dniach 29-30 lipca 2017 w Tauron Arena Kraków odbył się koncert "Młodość - projekt życia" z okazji 1. rocznicy ŚDM w Krakowie.

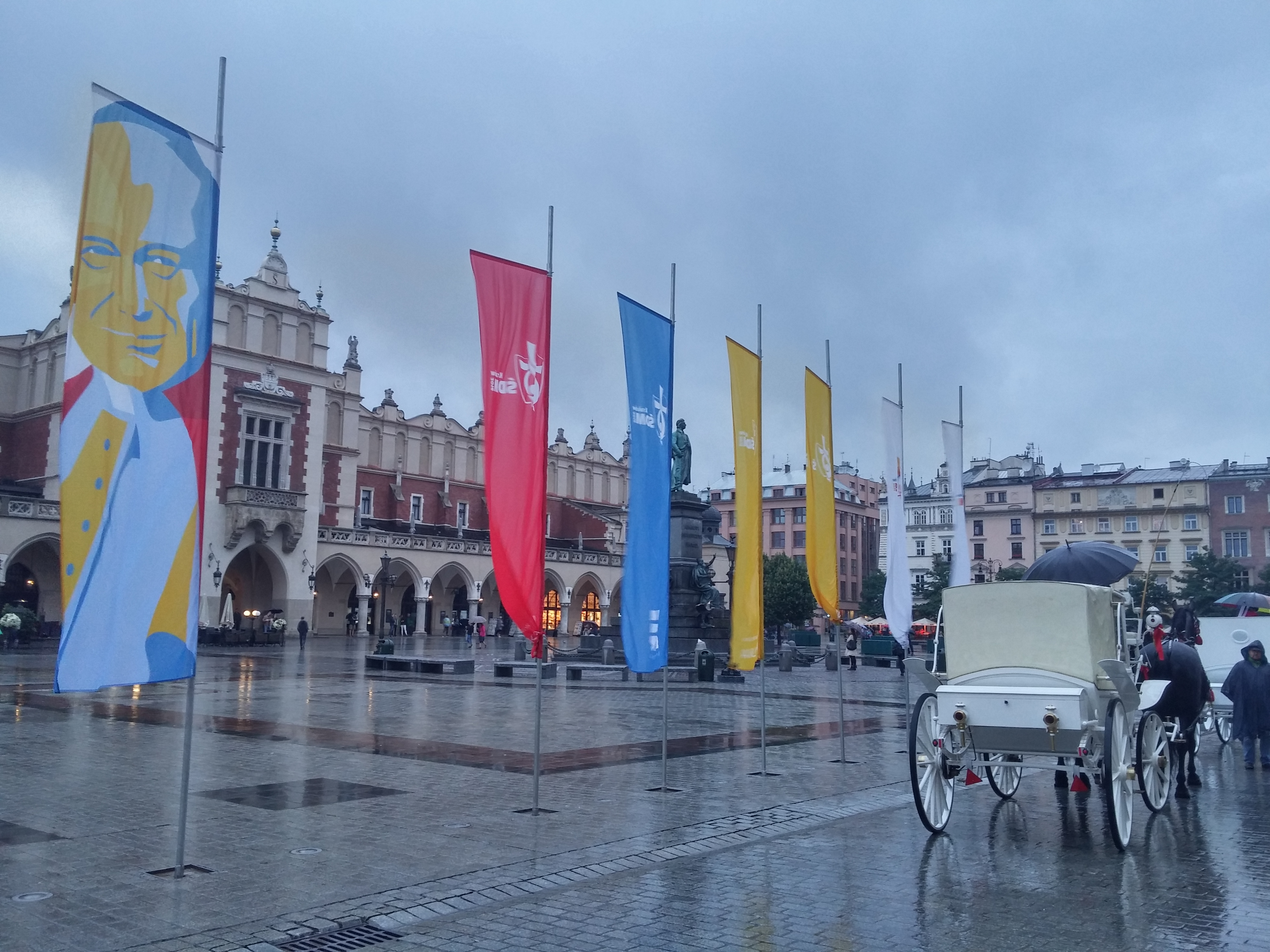
Banery nt. Światowych Dni Młodzieży w 2016, zdjęcie wykonane na krakowskim rynku

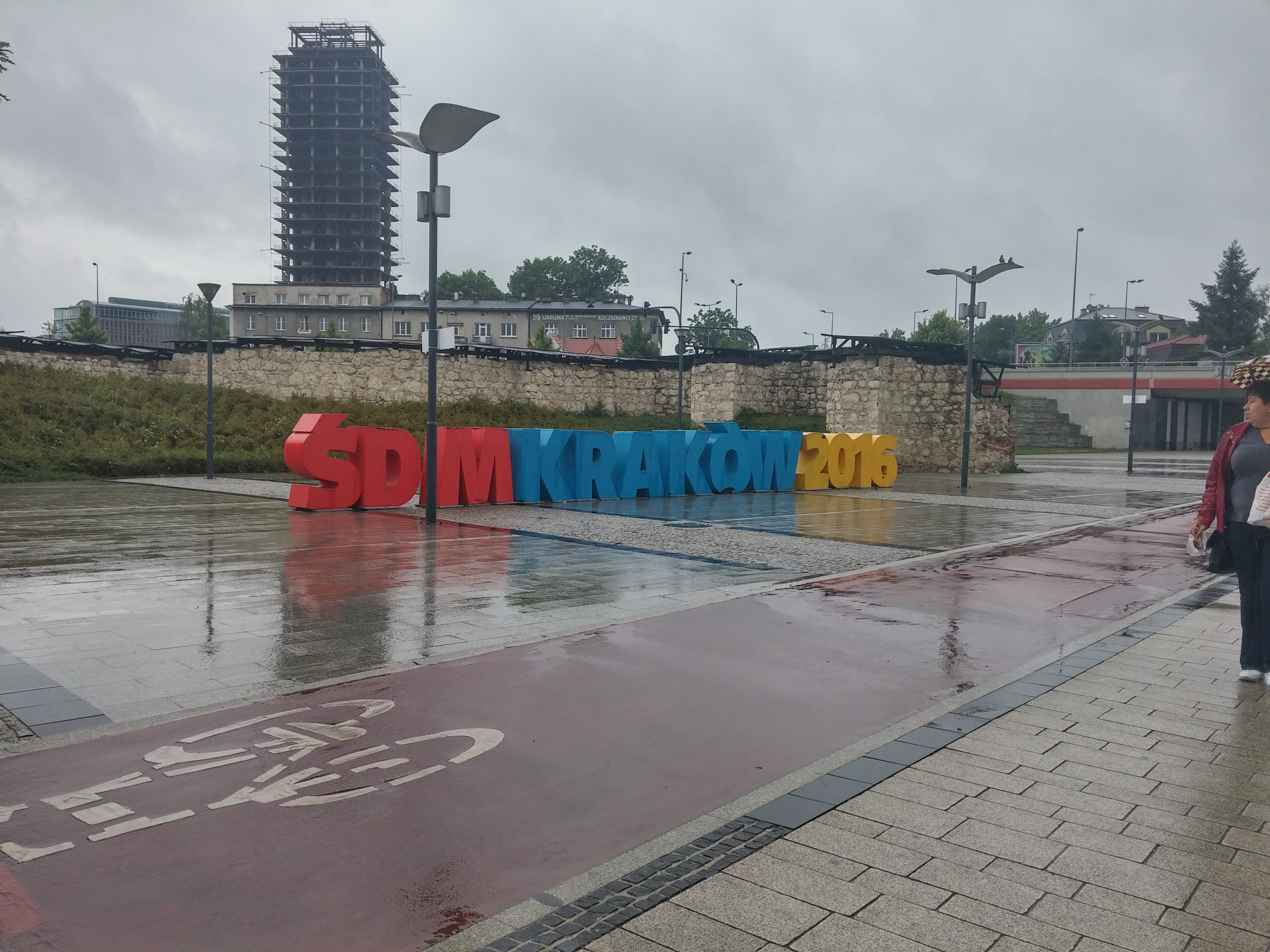
Przestrzenny napis: ŚDM Kraków 2016

## Kandydaci do organizacji
Kandydatami do organizacji Światowych Dni Młodzieży w roku 2016 były:
- Kraków
- Londyn
- Ryga
- Seul

Zgodnie z przyjętą zasadą, że Światowe Dni Młodzieży odbywają się w wymiarze międzynarodowym naprzemiennie w Europie i na pozostałych kontynentach, spodziewano się, że kolejne Światowe Dni Młodzieży odbędą się w jednym z miast europejskich. Ogłoszenie miejsca kolejnych Światowych Dni Młodzieży nastąpiło 28 lipca 2013 w Rio de Janeiro.
Starania o organizację ŚDM w Krakowie podjął już w 2011 Stanisław Dziwisz. Zostały one poparte przez samorządowców oraz Konferencję Episkopatu Polski, która wystosowała list do papieża Benedykta XVI. W imieniu państwa polskiego papieża zaprosił również Prezydent RP Bronisław Komorowski.

## Przygotowania duchowe
10 września 2013 podczas pierwszego organizacyjnego spotkania koordynatorów diecezjalnych i lokalnego komitetu organizacyjnego ŚDM ogłoszono wstępny program duchowych przygotowań. Peregrynacja ikony Salus Populi Romani i Krzyża ŚDM rozpoczęła się w Niedzielę Palmową 13 kwietnia 2014 przekazaniem symboli stuosobowej grupie młodzieży z wszystkich diecezji Polski. 14 kwietnia 2014 ikona i krzyż znalazła się w archidiecezji poznańskiej, skąd powędrowała do następnej diecezji. W każdej diecezji pozostały ok. 20 dni. Peregrynacja zakończyła się w Krakowie. Wizyta ikony i Krzyża oznaczała nie tylko obecność w kościołach i kaplicach, ale także w domach dziecka i domach poprawczych. Szersze przygotowania duchowe objęły także szkoły i całe parafie. Szczegółowy program przygotowań został zaprezentowany na Konferencji Episkopatu Polski w październiku 2013. Przygotowania były oparte na programie duszpasterskim Kościoła w Polsce oraz na tematach orędzi papieskich do młodych na trzy najbliższe lata, opublikowanych jesienią 2013 roku. Poinformowano także o nowej inicjatywie „Bilet dla Brata”, która miała umożliwić udział w ŚDM ubogiej młodzieży ze wschodu Europy.
W kościele Świętego Krzyża w Krakowie każdego 16. dnia miesiąca o godz. 18.00 odbywała się msza w intencji 31. ŚDM. Inicjatorem modlitwy było Krakowskie Diecezjalne Biuro ŚDM, przygotowujące młodzież archidiecezji krakowskiej do wydarzeń w roku 2016.

## Miejsce i przebieg ŚDM

### Ambasadorzy
Ambasadorami Światowych Dni Młodzieży 2016 zostali: Arkadiusz „Arkadio” Zbozień, Joanna Adamik, Przemysław Babiarz, ks. Jakub Bartczak, Bęsiu i DJ Yonas, Jakub Błaszczykowski, Sara Chmiel, Michał Chorosiński, Dorota Chotecka, Konrad Ciesiołkiewicz, Ireneusz Dudek, Jerzy Dudek, Dominika Figurska, Magda Frączek, Łukasz i Paweł Golcowie, Brygida Grysiak, Krzysztof Hołowczyc, ks. Jan Adam Kaczkowski, Zbigniew Kaliszuk, Marek Kamiński, Zofia Klepacka, o. Leon Knabit, Mateusz Kusznierewicz, Monika Kuszyńska, Andrzej Lampert, Mateusz Ligocki, Dariusz Malejonek, Patrycja Markowska, Grzegorz Markowski, bp Rafał Markowski, Jan Mela, Maciej Musiał, Mateusz Ochman, Radosław Pazura, Urszula Smok, Muniek Staszczyk, Krzysztof Trebunia-Tutka, Piotr „Tau” Kowalczyk.

### Termin głównych uroczystości
Organizatorzy planowali, że Światowe Dni Młodzieży odbędą się w ostatnim tygodniu lipca 2016. Papieska Rada ds. Świeckich z organizatorami papieskich pielgrzymek podała nieoficjalnie termin 25 lipca do 1 sierpnia, tę datę miał potwierdzić sam papież Franciszek. 7 marca 2014 Stanisław Dziwisz ogłosił, że papież Franciszek zaakceptował termin spotkania z młodymi i będzie to 26–31 lipca 2016. Jednak termin uległ zmianie na 27–31 lipca 2016.

### Miejsce głównych uroczystości
Wśród możliwych lokalizacji wymieniało się: Błonia krakowskie (wadą tej lokalizacji jest za mała powierzchnia, aby pomieścić wszystkich uczestników), lotnisko w Pobiedniku (wadą tej lokalizacji jest słabe połączenie komunikacyjne) oraz Przylasek Rusiecki. Kolejnym możliwym miejscem uroczystości był teren wojskowy w krakowskich Pychowicach. Na spotkaniu 10 września 2013 roku wymieniono Sanktuarium Bożego Miłosierdzia w Krakowie-Łagiewnikach jako miejsce celebracji Drogi Krzyżowej. Stanisław Dziwisz oświadczył, że główne uroczystości odbędą się na Błoniach. Spotkania mogły też odbywać się w Parku Jordana, na dwóch stadionach oraz w kampusie uniwersyteckim. Droga krzyżowa miałaby się odbyć wzdłuż Wisły. Organizatorzy planowali, że papież mógłby płynąć na statku, a młodzież mogłaby iść bulwarami.
29 marca 2015 Stanisław Dziwisz podał, że główne uroczystości odbędą się 26 lipca 2016 na krakowskich Błoniach. Tam odbędzie się uroczysta msza na otwarcie ŚDM i powitanie papieża. 29 lipca 2016 również na Błoniach odbędzie się droga krzyżowa. 30 lipca 2016 młodzież z krakowskich błoni przeniesie się do podkrakowskich Brzegów w gminie Wieliczka i tam będą uczestniczyć w czuwaniu z papieżem i w tym samym miejscu dzień później, 31 lipca 2016, odbędzie się msza na zakończenie ŚDM pod przewodnictwem papieża Franciszka.

### Przebieg głównych wydarzeń

#### 26 lipca (wtorek) – msza inaugurująca
Mszę otwierającą ŚDM odprawił Stanisław Dziwisz na krakowskich Błoniach. Wzięło w niej udział 200 tysięcy wiernych z różnych krajów. Stanisław Dziwisz przed mszą powiedział „Wybiła godzina, na którą czekaliśmy od trzech lat”. Podziękował młodym pielgrzymom za przybycie, przypominając im, że Kraków to miasto świętego papieża. Podczas homilii metropolita powiedział: 

Niech płomień miłości ogarnie nasz świat! Nieście światu dobrą nowinę o Jezusie Chrystusie. Dawajcie świadectwo, ze warto i trzeba Mu zawierzyć nasz los.

#### 28 lipca (czwartek) – spotkanie z papieżem na Błoniach
Przy dziedzińcu Pałacu Arcybiskupów papież Franciszek otrzymał od władz miasta klucze i tramwajem udał się na Błonia. Tam przesiadł się do papamobile. Przejeżdżając przez sektory, pozdrawiał młodych pielgrzymów. W spotkaniu wzięło udział około 600 tys. osób. Po udaniu się na główne miejsce uroczystości, papież został przywitany przez Stanisława Dziwisza oraz uczestników ŚDM. Papież rozpoczynając swoją homilię, przywitał młodzież z całego świata. Powiedział również: 

W ojczystej ziemi św. Jana Pawła II chciałbym Mu podziękować za to, że wymarzył i dał impuls do tych spotkań. Towarzyszy nam on z nieba, gdy widzimy wielu młodych ludzi z tak różnych narodów, kultur, języków, przybyłych jedynie z jednego powodu: aby świętować żywą obecność Jezusa pośród nas.

 Papież również pytał młodzież, czy chcecie dla waszego życia tego wyobcowującego „oszołomienia”, czy też chcecie poczuć moc, która sprawia, że czujecie się żywi, pełni? Wyobcowujące oszołomienie, czy moc łaski? Jest jedna odpowiedź, by być spełnionymi, aby mieć odnowione siły: nie jest to rzecz, nie jest to jakiś przedmiot, ale żywa osoba – która nazywa się Jezus Chrystus”.

#### 29 lipca (piątek) – droga krzyżowa na Błoniach
Na krakowskich Błoniach z udziałem papieża i ponad 800 tys. osób, odbyło się nabożeństwo drogi krzyżowej. Stacje drogi krzyżowej, przypominające elementy uczynków co do duszy i co do ciała. Od stacji do stacji przemieszczała się grupa młodych ludzi z krzyżem ŚDM. Przy każdej z nich odgrywano odpowiednią scenę, związaną z tematyką uczynków. Rozważania jak i stacje nawiązały do Jubileuszu Roku Miłosierdzia oraz do różnych uczynków m.in.: wątpiącym dobrze radzić, strapionych pocieszać, chorych nawiedzać czy umarłych pogrzebać. Na zakończenie, do młodych zwrócił się papież Franciszek, który powiedział: 

Jesteśmy powołani, by służyć Jezusowi w każdym prześladowanym człowieku. (...) Droga Krzyżowa jest drogą szczęścia pójścia za Chrystusem aż do końca, w często dramatycznych okolicznościach życia codziennego; jest to droga, która nie boi się niepowodzeń, marginalizacji lub samotności, ponieważ wypełnia serce człowieka pełnią Jezusa. Jest to droga życia i stylem Boga, którą Jezus prowadzi także pośród ścieżek społeczeństwa czasami podzielonego, niesprawiedliwego i skorumpowanego.

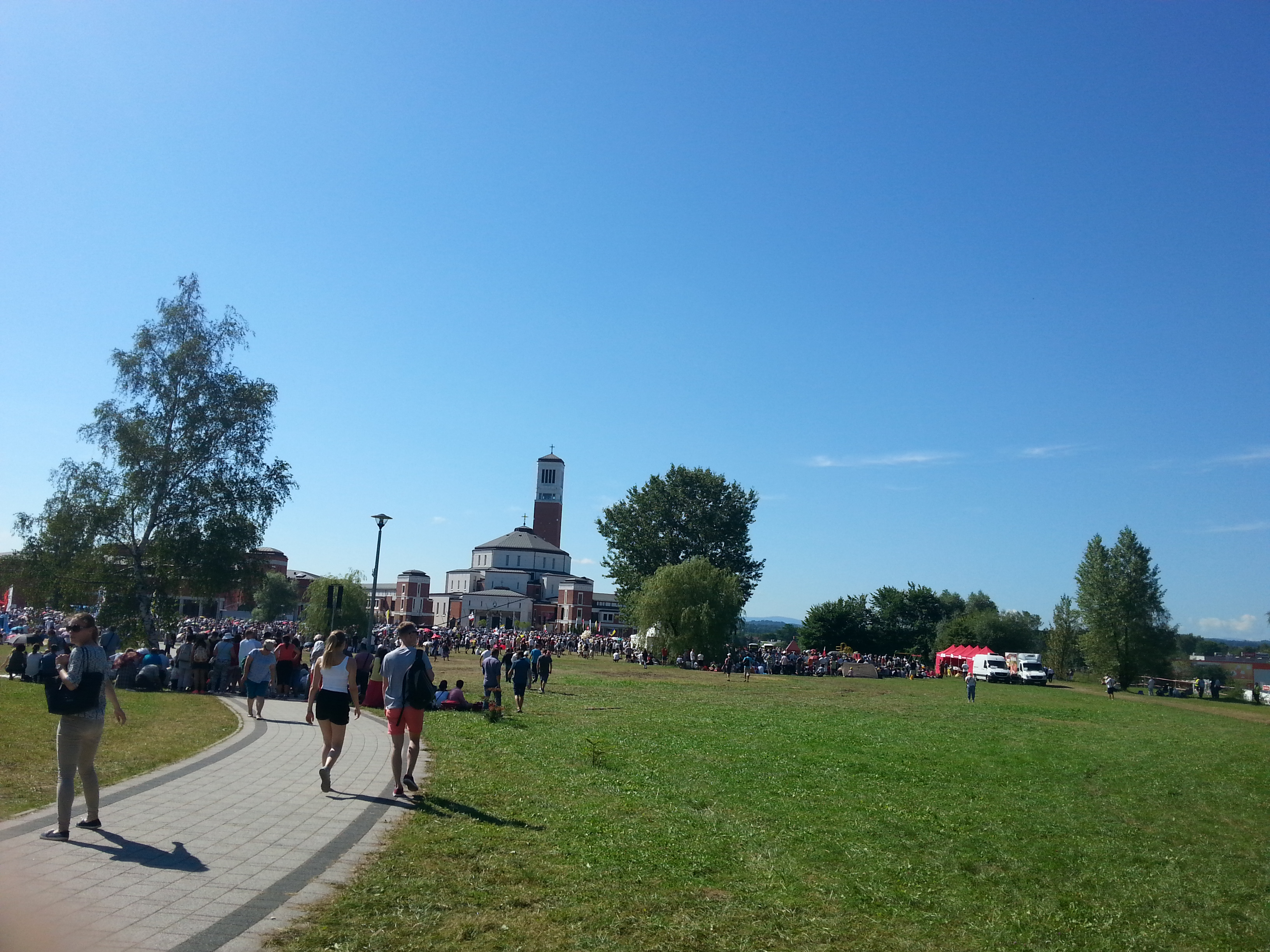
Msza święta w Sanktuarium św Jana Pawła II

#### 30 lipca (sobota) – wieczorne czuwanie modlitewne w Brzegach
Przy 1,5 mln wiernych w Kampusie Miłosierdzia w Brzegach w obecności papieża Franciszka odbyło się wieczorne czuwanie modlitewne. Wieczorne czuwanie rozpoczęło się od przejścia papieża przez Bramę Miłosierdzia na Campus Misericordiae.

W swoim rozważaniu skierowanym do młodych papież powiedział: 

To bardzo smutne, kiedy przechodzimy przez życie nie pozostawiając śladu. A gdy wybieramy wygodę, myląc szczęście z konsumpcją, wówczas cena, którą płacimy, jest bardzo i to bardzo wysoka: tracimy wolność.

 Podkreślił również: 

Nie chcemy pokonać nienawiści większą nienawiścią, przemocy większą przemocą, a terroru większym terrorem; nasza odpowiedź na ten świat w stanie wojny to: przyjaźń, braterstwo, komunia, rodzina.

#### 31 lipca (niedziela) – msza kończąca ŚDM w Brzegach

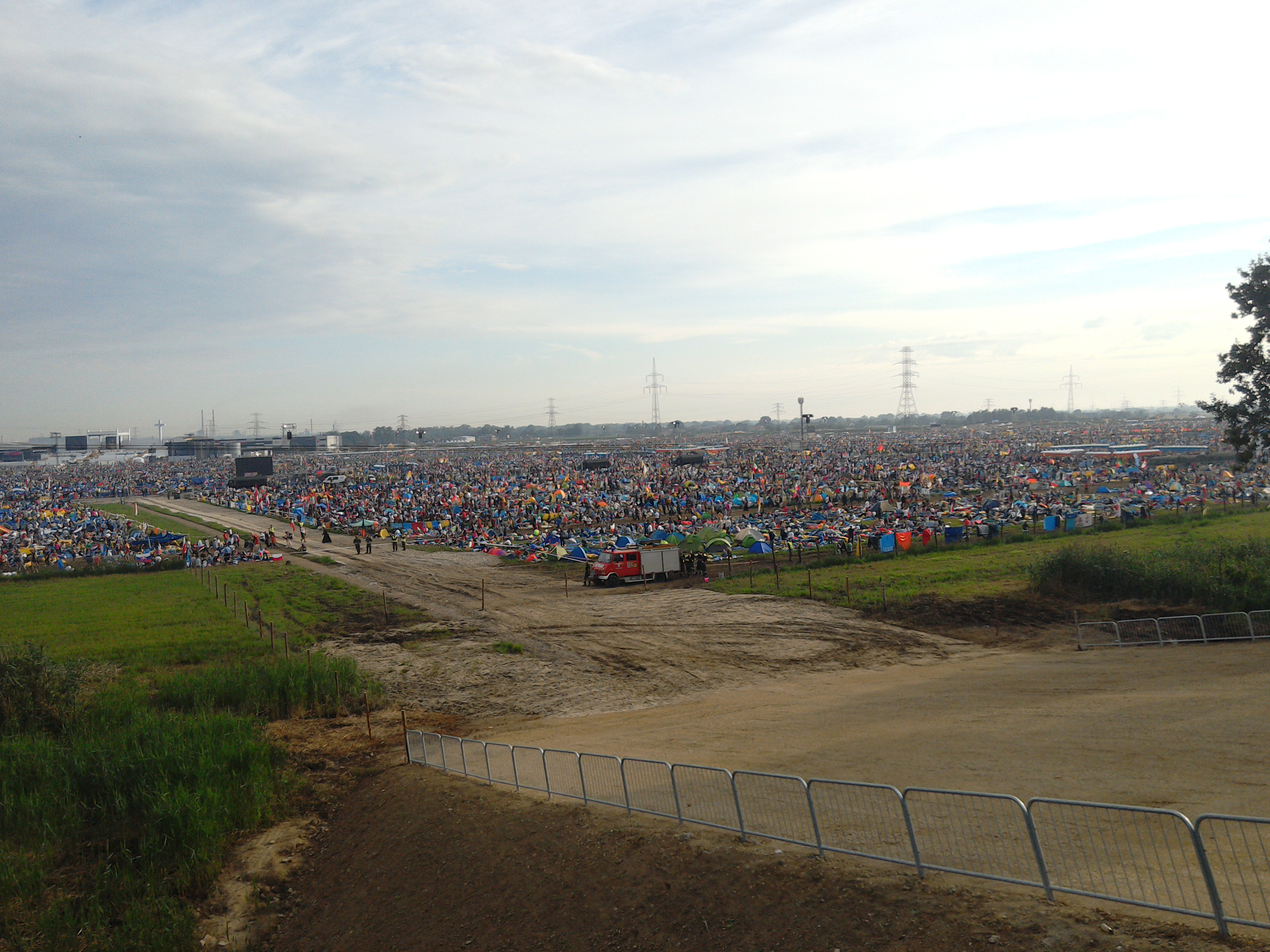
Zakończenie ŚDM, Campus Misericordiae, Brzegi, 31 lipca 2016

W Kampusie Miłosierdzia w Brzegach w obecności od 1,5 do 3 mln młodych wiernych, pod przewodnictwem papieża Franciszka odbyła się uroczysta msza kończąca ŚDM 2016 w Krakowie. Podczas homilii papież powiedział: 

Moglibyśmy powiedzieć, że Światowy Dzień Młodzieży, rozpoczyna się dziś i trwać będzie jutro, w domu, bo od teraz to tam Jezus chce ciebie spotykać. Pan nie chce zostać tylko w tym pięknym mieście albo w miłych wspomnieniach, ale chce przyjść do twego domu, być obecnym w twoim codziennym życiu: w nauce, studiach i pierwszych latach pracy, przyjaźniach i uczuciach, planach i marzeniach. Jakże się to Jemu podoba, aby to wszystko było Mu zaniesione w modlitwie! Jakże bardzo ufa, że pośród wszystkich codziennych kontaktów i czatów na pierwszym miejscu będzie złota nić modlitwy! Jakże bardzo pragnie, aby Jego Słowo przemawiało do każdego twego dnia, aby Jego Ewangelia stała się twoją i była twoim „nawigatorem” na drogach życia.

Po mszy papież przekazał ogień miłosierdzia młodzieży z sześciu kontynentów, później odmówił modlitwę Anioł Pański; podczas modlitwy papież powiedział, że Święty Jan Paweł II radował się z nieba i pomoże wam zanieść wszędzie radość Ewangelii i ogłosił, że kolejne Światowe Dni Młodzieży odbędą się w 2019 w Panamie.

### Wydarzenia poboczne

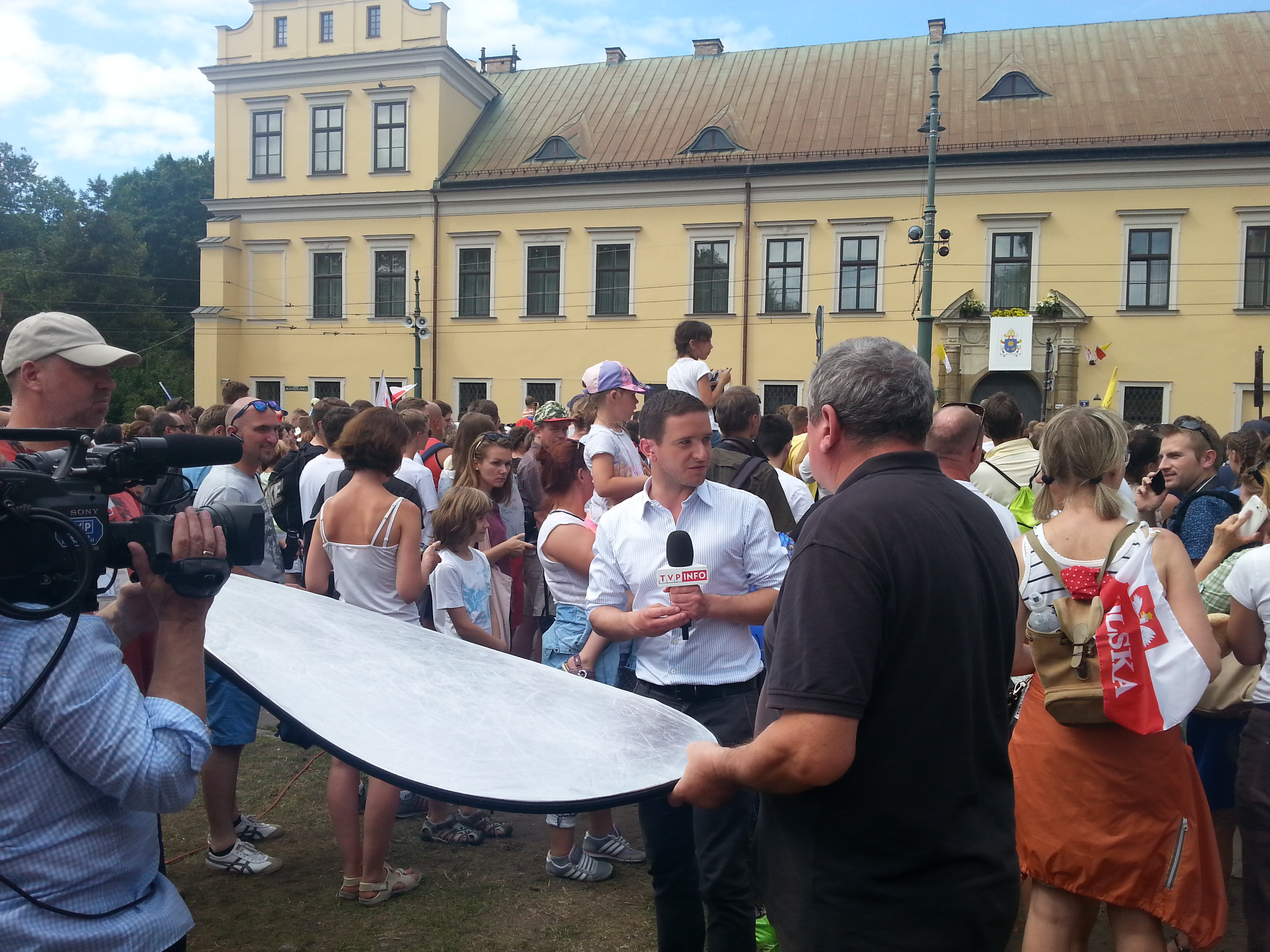
Oczekiwanie przy papieskim oknie

Oprócz wydarzeń centralnych odbywały się katechezy w kościołach, niedaleko miejsc zakwaterowań. Wzorem poprzednich lat organizowano Festiwal Młodych i Centrum Powołaniowe.

## Organizacja

### Finanse
Koszt organizacji Światowych Dni Młodzieży w Krakowie wyniosły 200 612 193 zł. Większość (prawie 143 miliony) zostało pokryte ze składek pielgrzymów, po 10% zostało sfinansowane z budżetu Państwa i wkładu wiernych, 9% kwoty pochodziło z darowizn. Władze Krakowa z tytułu utrzymania czystości, zapewnienia porządku, organizacji parkingów i komunikacji miejskiej poniosło koszt 27,2 mln złotych, z czego realne koszty miasta to około 5 mln złotych. Nie są znane dokładne kwoty, jakie zarobiła m.in. branża gastronomiczna, muzea, czy sprzedawcy pamiątek w związku ze Światowymi Dniami Młodzieży.

### Komitet organizacyjny
Podczas zebrania biskupów diecezjalnych na Jasnej Górze 26 sierpnia 2013 roku biskupi postanowili, że na czele Ogólnopolskiego Zespołu ds. Wizyty Ojca Świętego w czasie Światowego Dnia Młodzieży w 2016 r. stanie kard. Dziwisz, a krakowskim komitetem organizacyjnym pokieruje jego biskup pomocniczy Damian Muskus. W skład Ogólnopolskiego Zespołu weszli także: były przewodniczący Konferencji Episkopatu Polski Józef Michalik, były prymas Polski Józef Kowalczyk, metropolita warszawski Kazimierz Nycz, przewodniczący Konferencji Episkopatu Polski Stanisław Gądecki, metropolita częstochowski Wacław Depo, prymas Polski Wojciech Polak i biskup radomski Henryk Tomasik, krajowy duszpasterz młodzieży. Powołano także kilka zespołów roboczych. Wyznaczono również diecezjalnych koordynatorów przygotowań do Światowego Dnia Młodzieży.

### Lokalny Komitet Organizacyjny w Krakowie
Po spotkaniu 2 września 2013 roku ze Stanisławem Dziwiszem, wojewodą małopolskim Jerzym Millerem, prezydentem Krakowa Jackiem Majchrowskim oraz marszałkiem województwa małopolskiego Markiem Sową, bp Damian Muskus przedstawił wstępny skład sekretariatu ŚDM. Początkowo pracami sekretariatu kierował Robert Tyrała, a jego zastępcą był Mateusz Hosaja; rzecznikiem prasowym był Tomasz Kijowski; w sekretariacie pracują ponadto dwie osoby świeckie. Cały komitet liczy kilkudziesięciu członków zrzeszonych w kilku zespołach roboczych; jest to komitet wspólny strony kościelnej i władz lokalnych. W czerwcu 2014 roku, na zebraniu Konferencji Episkopatu Polski w Warszawie bp Damian Muskus poinformował o zmianach w składzie Sekretariatu Generalnego. Od tego czasu pracę sekretariatu koordynował Grzegorz Suchodolski. W skład sekretariatu weszli ponadto: Paweł Kubani, Tomasz Kijowski, Magdalena Dobrzyniak i Dorota Abdelmoula (później rzeczniczka ŚDM). Cały komitet liczył ok. 300 osób: pracowników i wolontariuszy długoterminowych z całego świata, którzy pracowali w kilkunastu sekcjach merytorycznych oraz w grupach projektowych.

### Hymn i oprawa wizualna
25 września 2014 komitet organizacyjny ogłosił, że hymnem ŚDM będzie kompozycja Jakuba Blycharza Błogosławieni miłosierni. Nagranie odbyło się 14 października w studiu filmowym Alvernia Studios; wzięło w nim udział troje wokalistów: Aleksandra Maciejewska, Katarzyna Bogusz i Przemysław Kleczkowski oraz 47 chórzystów. Hymn został zaprezentowany 6 stycznia 2015 roku. 27 marca została zaprezentowana hiszpańska wersja hymnu Bienaventurados los misericordiosos, nagrana w Buenos Aires dzięki adaptacji Carlosa Abregú. 19 maja zaprezentowano wersję arabską, 20 czerwca – rosyjską (Благословенны милосердные), 22 lipca – francuską (Heureux les miséricordieux). 28 lipca ukazała się angielska wersja (Blessed are the Merciful), 21 sierpnia portugalska (Bem-aventurados os misericordiosos), a 17 września 2015 na YouTube ukazała się ukraińska wersja Благословенні милосердні.
Autorką logo jest Monika Rybczyńska we współpracy z Emilią Pyzą. Logo przedstawia kartograficzne kontury Polski zaznaczone czerwonym kolorem, żółty krzyż na środku symbolizuje Jezusa Chrystusa. Żółte koło oznacza lokalizację Krakowa. Krzyż otulony jest czerwono–niebieskim płomieniem symbolizującym Boże Miłosierdzie bezpośrednio nawiązujący do obrazu Jezusa Miłosiernego. Wszystkie trzy kolory logo nawiązują do herbu Krakowa. Logo zostało zaprezentowane 3 lipca 2014 w sali „okna papieskiego” w Kurii Metropolitalnej w Krakowie.
Autorem ornatów, animacji komputerowych oraz projektu dekoracji Krakowa był Maciej Cieśla, u którego – w czasie jego pracy w zespole organizacyjnym ŚDM – wykryto nowotwór złośliwy kości. Grafik zmarł niedługo przed rozpoczęciem Światowych Dni Młodzieży. 27 lipca 2016 papież Franciszek wspomniał postać Macieja Cieśli z „okna papieskiego”.

### Transmisje telewizyjne
Partnerem ŚDM 2016 była Telewizja Polska. Szczególnie na wydarzeniu skupiła się TVP3 Kraków, która to między 27 a 31 lipca emitowała trwający 17 godzin dziennie (od 7:00 do 23:15 (z czego półtorej godziny dziennie także w ramach pasma wspólnego)) program specjalny dedykowany w całości Światowym Dniom Młodzieży 2016 w Krakowie.
Dzięki udostępnieniu przez TVP sygnału innym nadawcom wszystkie wydarzenia pokazała również Telewizja Trwam.

## Dni w diecezjach

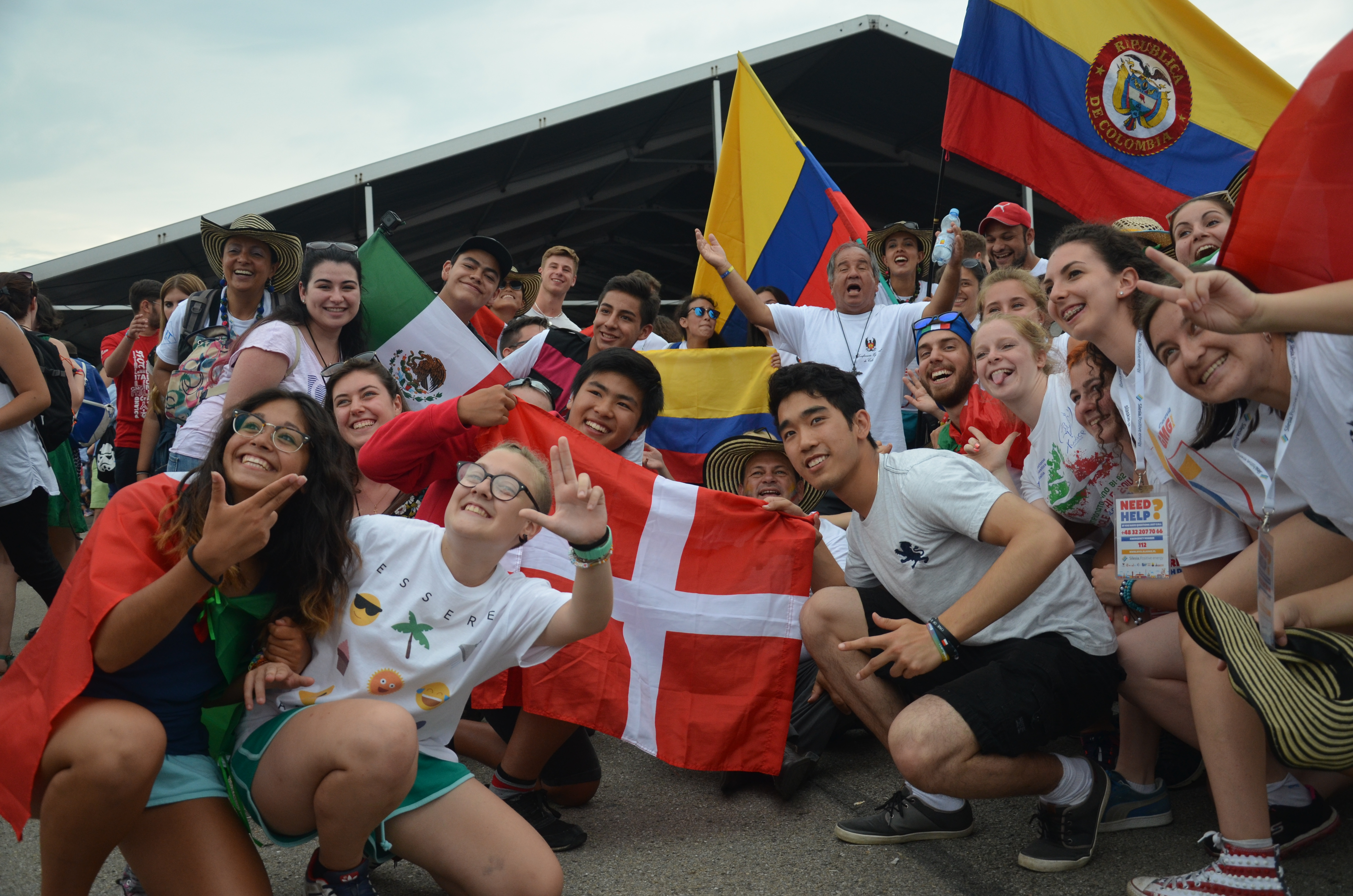
Światowe Dni Młodzieży w diecezji bielsko-żywieckiej

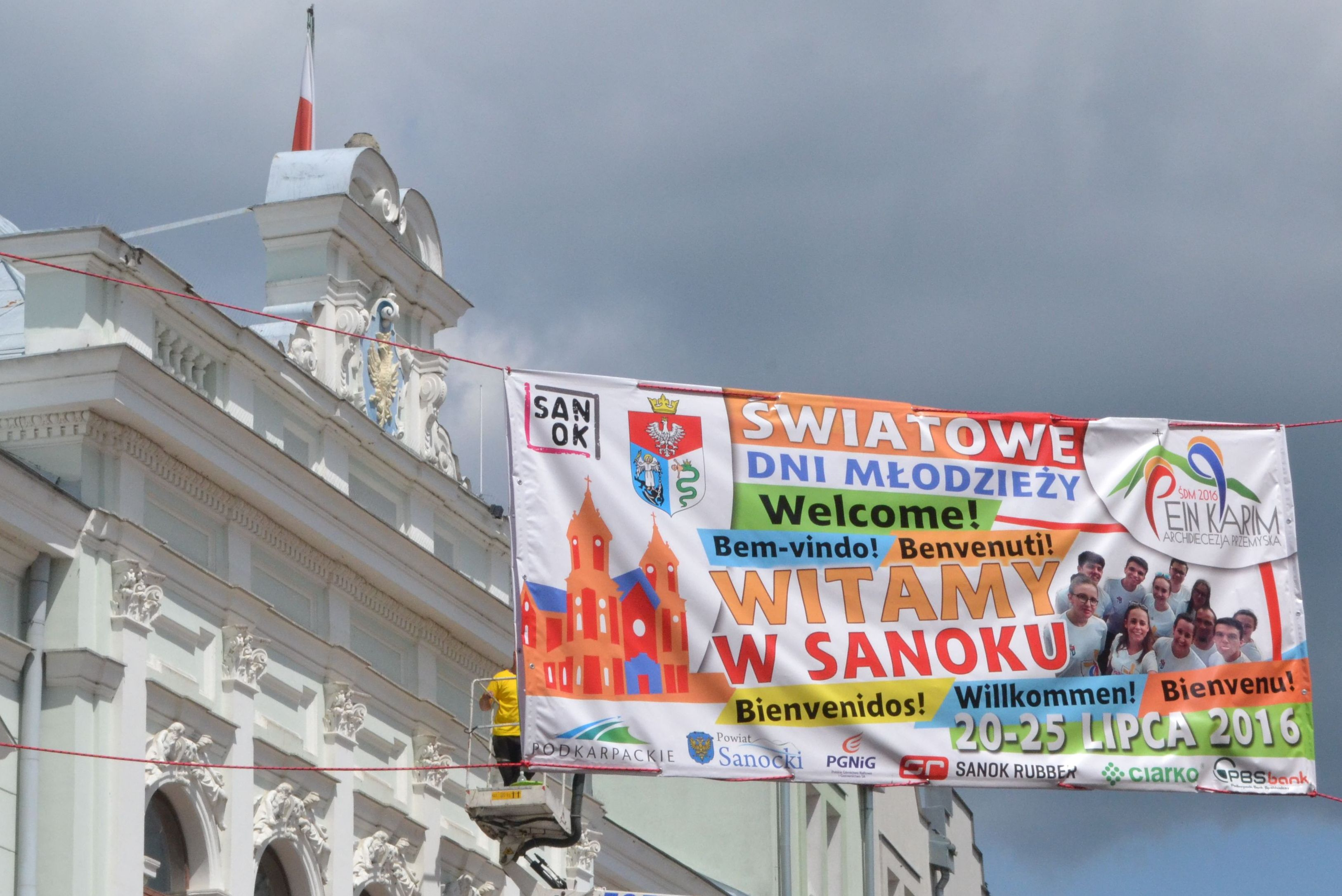
Baner witający pielgrzymów w diecezji przemyskiej

Poszczególne diecezje, którym główni organizatorzy przyporządkowali nazwy miejsc biblijnych, przygotowały obchody ŚDM na swoim terenie. Diecezje polskie i przyporządkowane im miejsca biblijne:
| - Archidiecezja białostocka – Betania - Diecezja drohiczyńska – Kalwaria - Diecezja łomżyńska – Kanaan - Archidiecezja częstochowska – Kana - Diecezja radomska – Emaus - Diecezja sosnowiecka – Getsemani - Archidiecezja gdańska – Kafarnaum - Diecezja pelplińska – Cezarea Filipowa - Diecezja toruńska – Syjon - Archidiecezja gnieźnieńska – Jordan - Diecezja bydgoska – Golgota - Diecezja włocławska – Misericordia - Archidiecezja katowicka – Góra Karmel - Diecezja gliwicka – Tarszisz - Diecezja opolska – Nazaret - Archidiecezja krakowska – XXXI ŚDM - Diecezja bielsko-żywiecka – Góra Błogosławieństw - Diecezja kielecka – Emanuel - Diecezja tarnowska – Synaj - Archidiecezja lubelska – Mamre - Diecezja sandomierska – Jerozolima - Diecezja siedlecka – Jerycho | - Archidiecezja łódzka – Łódź Piotrowa - Diecezja łowicka – Horeb - Archidiecezja poznańska – Jordan - Diecezja kaliska – Dom Józefa - Archidiecezja przemyska – En Kerem - Diecezja rzeszowska – Tabor - Diecezja zamojsko-lubaczowska – Exodus - Archidiecezja szczecińsko-kamieńska – Damaszek - Diecezja koszalińsko-kołobrzeska – Meriba - Diecezja zielonogórsko-gorzowska – Królestwo Boże - Archidiecezja warmińska – Wieczernik - Diecezja elbląska – Betania - Diecezja ełcka – Genezaret - Archidiecezja warszawska – Moria - Diecezja płocka – Studnia Jakubowa - Diecezja warszawsko-praska – Betlejem - Archidiecezja wrocławska – Galilea - Diecezja legnicka – Dom Maryi - Diecezja świdnicka – Magnificat - Diecezja przemyska (greckokatolicka) – Sarepta - Diecezja wrocławska (greckokatolicka) – Jordan |

## Kontrowersje
W związku z organizacją Światowych Dni Młodzieży pojawiły się głosy krytykujące finansowe zaangażowanie władz miasta w organizację wydarzenia. Swój sprzeciw wyraziła m.in. partia Razem czy Nacjonalistyczne Stowarzyszenie „Zadruga”. 
Komitet Organizacyjny jako współorganizator „miasteczek namiotowych” dla uczestników na terenie Krakowa, zwlekał z publikacją danych o lokalizacji i pojemności takowych miejsc. Pismo uzupełniające, jak i publikacja dla mediów dokładnych informacji rozpoczęła się dopiero 8 czerwca 2016 r., niecałe 2 miesiące przed rozpoczęciem wydarzenia, po ponaglającym oświadczeniu złożonym przez ówczesnego senatora RP Leszka Piechotę.